# Mandevilla albifolia
Mandevilla albifolia är en oleanderväxtart som beskrevs av J.F.Morales. Mandevilla albifolia ingår i släktet Mandevilla och familjen oleanderväxter. Inga underarter finns listade i Catalogue of Life.